# Грушівка (Пологівський район)
Гру́шівка (до 1945 р. — Ліхтфельд) — село в Україні, у Молочанській міській громаді Пологівського району Запорізької області. Населення становить 391 осіб. До 2020 орган місцевого самоврядування - Кіровська сільська рада.

## Географія
Село Грушівка розташоване на берегах річки Юшанли, вище за течією на відстані 1,5 км розташоване село Ударник, нижче за течією на відстані в 3 км розташоване село Могутнє. Розташоване за 29 км на південь від міста Токмак. До залізничної станції Світлодолинська — 25 км.

## Історія
Грушівка заснована в 1819 році як німецька колонія.
12 червня 2020 року, відповідно до Розпорядження Кабінету Міністрів України від № 713-р «Про визначення адміністративних центрів та затвердження територій територіальних громад Запорізької області», увійшло до складу Молочанської міської громади.
19 липня 2020 року, в результаті адміністративно-територіальної реформи та ліквідації Токмацького району, селище увійшло до складу Пологівського району.